# Toutatis (achtbaan)
Toutatis is een gelanceerde achtbaan in het Franse attractiepark Parc Astérix die werd gebouwd door Intamin naar het model van een custom Blitz Coaster. De achtbaan opende op 8 april 2023 en ligt in het themagedeelte La Gaule.
Frédéric Dubosc, strategisch directeur van Parc Astérix, verklaarde in een documentaire op het Franse TF1 op 20 mei 2018 dat het ontwerp en de keuze van het type achtbaan geïnspireerd is op Taron uit Phantasialand.

## Baandetails
De attractie heeft 3 treinen die allen 5 karretjes lang zijn. In elke kar passen 4 passagiers die in twee rijen worden verdeeld waardoor er maximaal 20 passagiers per trein kunnen plaatsnemen.
De achtbaantrein ondergaat vier LSM-lanceringen. De eerste lancering gebeurt direct na het vertrekken uit het station en na een eerste inversie en later volgt er een triple launch element. De treinen worden daar versneld op een deel van het traject door vooruit te rijden waardoor ze de top hat niet halen en ondertussen wordt een deel van de rails verticaal verplaatst. De achtbaantreinen versnellen bij het naar beneden gaan achteruit naar een spoor die leidt tot een opwaartse spike waar de trein achteruit hoog in de lucht tot stilstand komt om vervolgens op een hoek van 101° naar beneden te rijden en extra te versnellen. Hierdoor heeft de trein genoeg snelheid om over de top hat te rijden en de rit te vervolgen. Hierdoor legt de trein 1383 meter af, terwijl de fysieke lengte van de baan 1075 meter is. In het vervolg van de rit ondergaat de attractie nog twee inversies.
De achtbaan heeft in totaal 23 airtime-momenten wat tijdens de opening een wereldrecord is.

## Naamgeving
De naam Toutatis komt van de uitspraak bij Toutatis! die veelvuldig voorkomt in de wereld van Asterix en Obelix en wordt veel gebruikt door de Galliërs. Toutatis is de goddelijke beschermer van het dorpje waar de stripfiguren wonen.
Afbeeldingen · Lijst van attracties